# هتل روزولت هالیوود
هتل روزولت هالیوود (انگلیسی: Hollywood Roosevelt Hotel) یک هتل در شهر هالیوود، لس‌آنجلس است.
این هتل که در سال ۱۹۲۷ میلادی تأسیس شده‌است هم‌نام با تئودور روزولت رییس جمهور سابق آمریکا بوده و برای ساخت آن ۲.۵ میلیون دلار هزینه شده‌است.